# Кишальфёльд
Ки́шальфёльд (Киш-Альфёльд, Ма́лая Венге́рская ни́зменность, Ве́рхне-Венге́рская ни́зменность, венг. Kisalföld, нем. Kleine Ungarische Tiefebene), также Ма́лая Средне-Дунайская низменность (словац. Malá dunajská kotlina, Podunajská nížina) — аллювиальная низменность, северо-западная часть Среднедунайской равнины в Северо-Западной Венгрии (которой принадлежит южной частью), юго-западной Словакии (главным образом Житный остров)  и восточной Австрии. Располагается между Дунаем, горами Баконь и восточными отрогами Альп — Шопронскими и Кёсегскими горами. Длина около 140 км. Площадь — около 8000 км². Преобладающие высоты 100—150 м (120—180 м) над уровнем моря.

## Характеристика
Данная географическая область расположена на месте тектонического прогиба, заполненного мощной толщей рыхлых отложений и современным аллювием рек Дунай и Раба. На севере — плоская равнина с широкими долинами, в пределах которой Дунай разделяется на рукава и протоки; южная часть — всхолмлённая равнина с отдельными останцами, сложенными базальтами.
Название «Кишальфёльд» (Малый Альфёльд) было дано в противоположность Надьальфёльду (Великому Альфёльду) — или собственно Альфёльду к востоку от Дуная.
Климат в Кишальфёльде умеренно континентальный (в Дьёре средняя  температура  января составляет минус 0,3 °C, июля — 21,3 °C), осадков около 600 мм в год. Бо́льшая часть низменности безлесна и покрыта плодородными чернозёмными, бурыми лесными и аллювиальными почвами. Особенно благоприятны для земледелия наносные острова между рукавами Дуная (Житный остров в пределах Словакии и Сигеткёз — в Венгрии. Значительная часть Кишальфёльда распахана; посевы пшеницы, сахарной свёклы. Широколиственные леса сохранились только на юго-западе и на берегах Дуная.
Важнейшие города: Дьёр, Комаром, Комарно, Дунайска-Стреда, Нове-Замки и Мошонмадьяровар.
В Кишальфёльде проживают венгры, словаки, немцы, имеется хорватский «этнический остров».

## История
В Кишальфёльде сельское хозяйство развивалось начиная с периода неолита. Южная часть Кишальфёльда находилась в римской области Паннония между I и V веками, а позже была населена германскими и славянскими племенами. Около 900 года в этот регион пришли венгры дьюлы Арпада. После этого регион стал частью Венгерского княжества, а начиная с 1000 года — Королевства Венгрия.
После Первой мировой войны, по Трианонскому договору 1920 года Кишальфёльд был разделён между Венгрией, Чехословакией и Австрией.
С 1977 года Чехословакия совместно с Венгрией строили плотины Габчиково — Надьмарош, но в 1989 году Венгрия односторонне вышла из проекта, что послужило причиной конфликта между странами.